# Ipolykiskeszi
Ipolykiskeszi (szlovákul Malé Kosihy, korábban: Ipeľské Malé Kosihy) község  Szlovákiában, a Nyitrai kerület Érsekújvári járásában.

## Fekvése

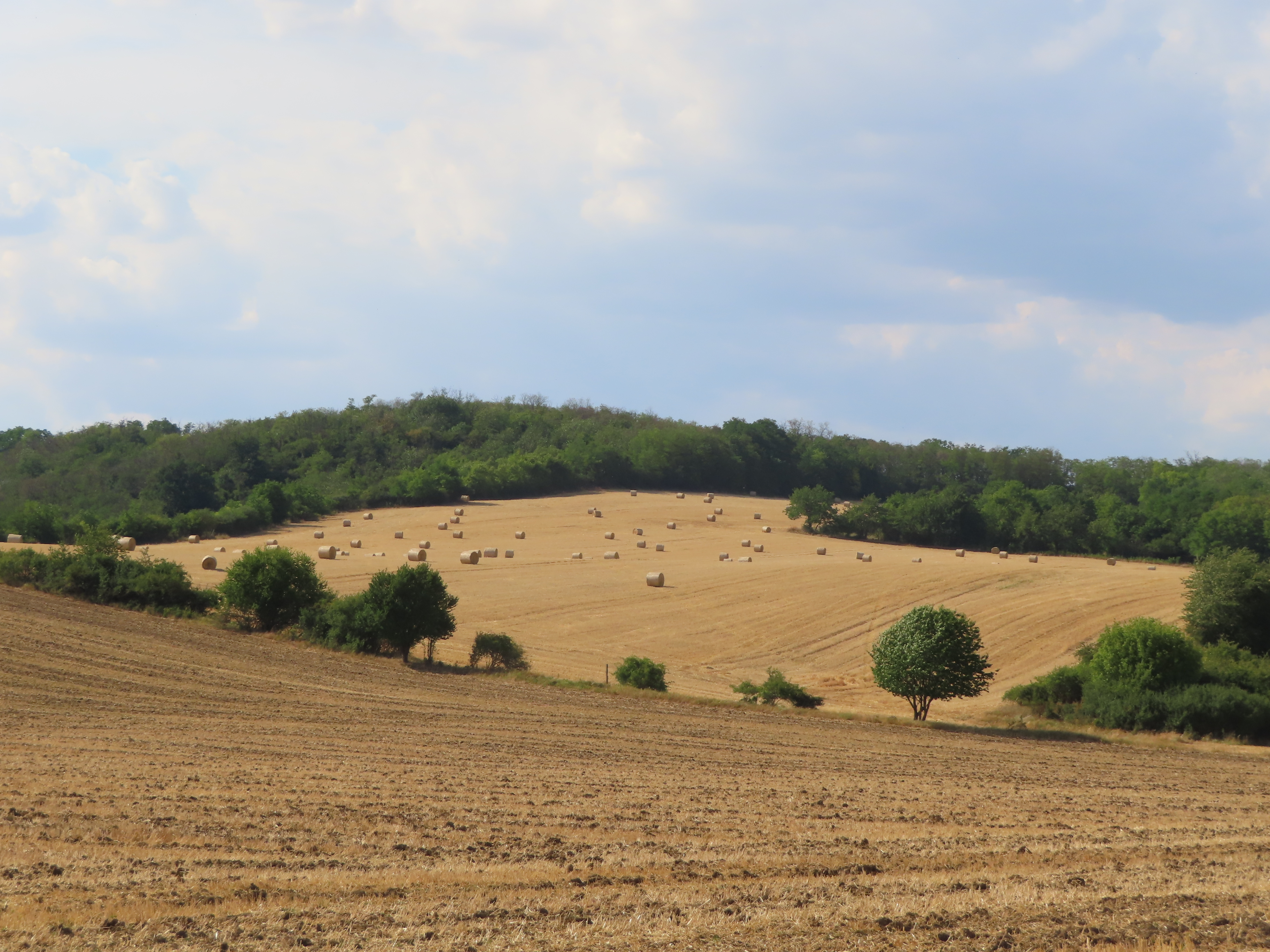
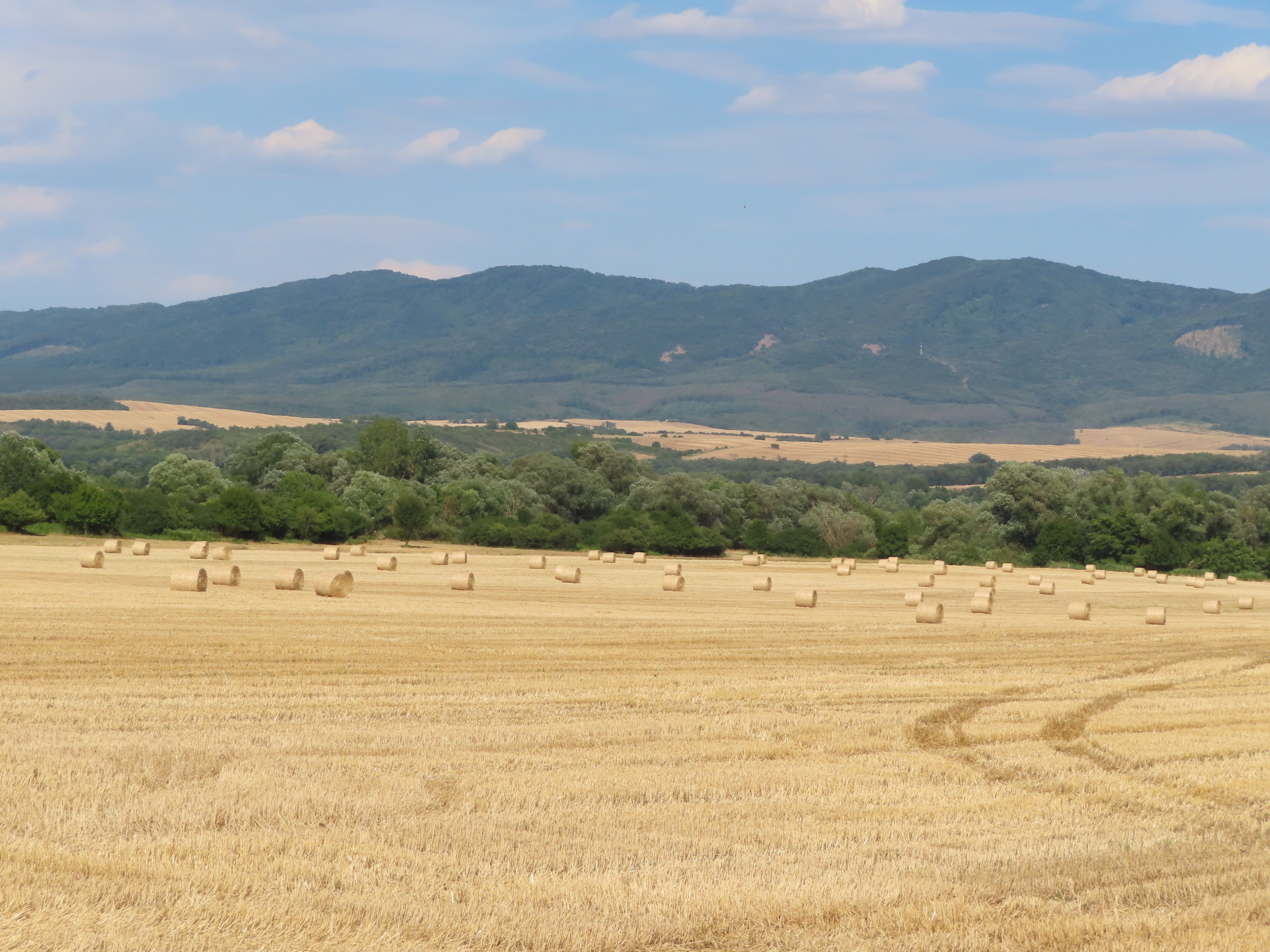

Párkánytól 14 km-re északra, Ipolytölgyestől 2 km-re nyugatra, az 564-es út mentén, az Ipoly jobb partján, a magyar határ mellett fekszik.

## Élővilága

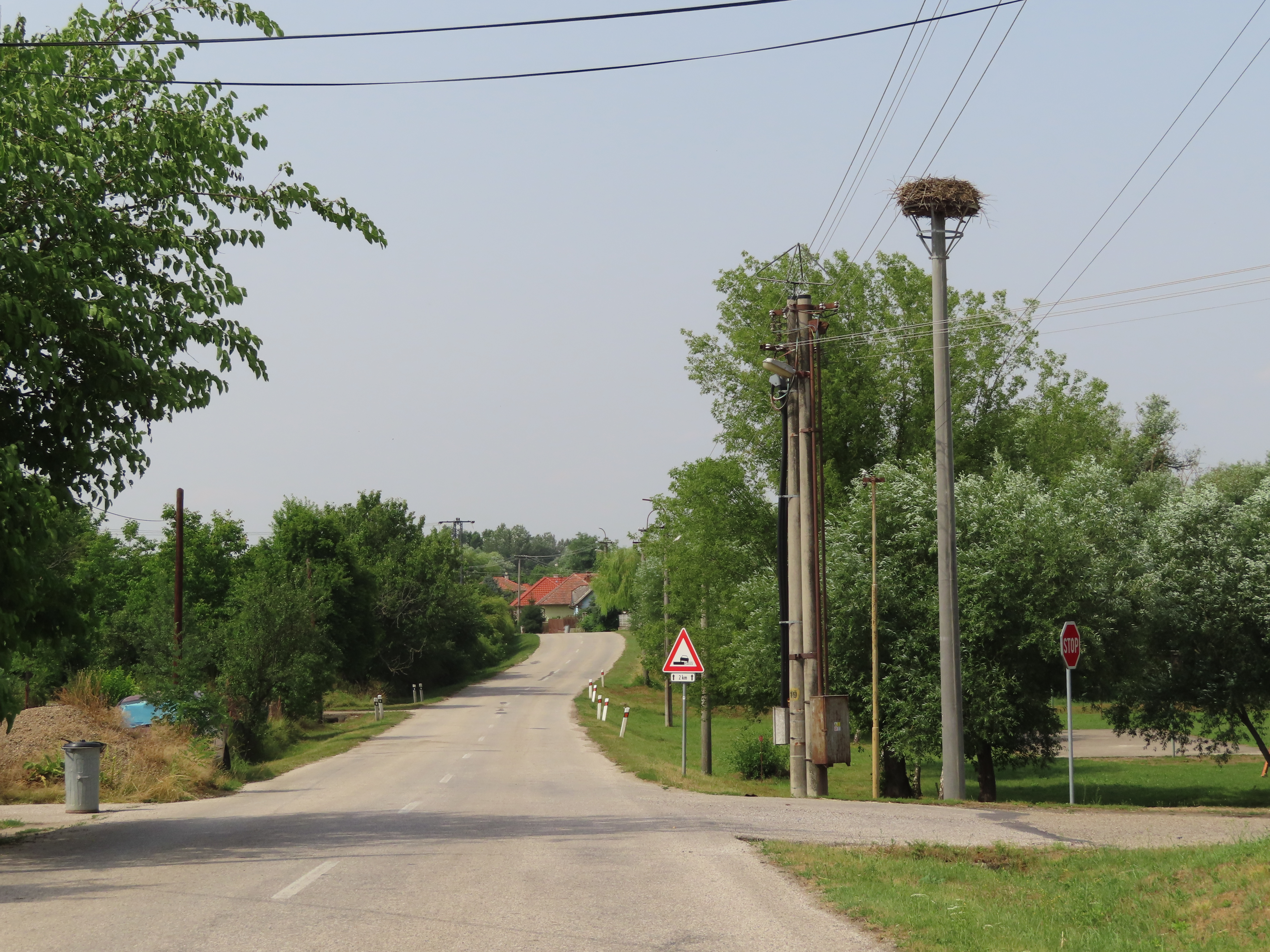

Kiskeszin egy aktív gólyafészket tartanak nyilván, de 2021-ben nem volt költés.

## Története
Területe ősidők óta lakott hely, ahol a lengyeli kultúra leletei mellett számos újkőkori kultúra leletei kerültek elő, továbbá vannak még bronzkori emlékei is.
Először 1248-ban említik "Keseu" alakban, amikor IV. Béla István mesternek adományozta a községet. Pogányvár nevű dűlőjéhez az a hagyomány fűződik, hogy itt a honfoglaló magyaroknak vára volt, ahol sokáig védekeztek a kereszténység terjedése ellen. 1439-től a középkorban az esztergomi káptalan birtoka. Templomának eredetije is egy román kori, 12. századi rotunda, melyet 1800-ban bővítettek és hozzákapcsolták az addig egyedül álló román kori toronyhoz. 1715-ben 15 adózó családfője volt. 1828-ban 56 házában 339 lakos élt, akik főként mezőgazdasággal foglalkoztak.
Vályi András szerint "Kis Keszi. Magyar falu Hont Várm. földes Ura az Esztergomi Káptalan, lakosai katolikusok, fekszik Szalkán felűl 1/2 órányira. Tölgyesnek szomszédságában, a határja közép termékenységű, réttyeik jók, szőlő hegye bőven termő, fája nints, tormája különösen jó ízű, és igen bőven terem, ’s messze földre el hordatik, piatzozása Esztergomban."
Fényes Elek szerint "Készi (Kis-), Hont m. magyar f. az Ipoly jobb partján, 434 kath. lak. és egy goth. izlésű régi templommal. Róna határja gazdag termékenységű. F. u. az esztergomi káptalan. Ut. p. Ipoly-Ság."
A trianoni békeszerződésig Hont vármegye Vámosmikolai járásához tartozott. 1938 és 1945 között ismét Magyarország része volt.

## Népessége
| Év:            | 1994. | 2004.    | 2014. | 2024.   |
| -------------- | ----- | -------- | ----- | ------- |
| Emberek száma: | 448   | 386      | 386   | 364     |
| Eltérés:       |       | -13,83 % | +0 %  | -5,69 % |

| Év:            | 2023. | 2024.   |
| -------------- | ----- | ------- |
| Emberek száma: | 363   | 364     |
| Eltérés:       |       | +0,27 % |

- 1880-ban 480 lakosából 465 magyar anyanyelvű volt.
- 1890-ben 494 lakosából 491 magyar és 2 szlovák anyanyelvű volt.
- 1900-ban 515 lakosából 514 magyar és 1 szlovák anyanyelvű volt.
- 1910-ben 548 lakosából 538 magyar és 1 szlovák anyanyelvű volt.
- 1921-ben 574 lakosából 556 magyar és 17 csehszlovák volt.
- 1930-ban 603 lakosából 490 magyar és 43 csehszlovák volt.
- 1941-ben 664 lakosa mind magyar volt.
- 1970-ben 693 lakosából 666 magyar és 27 szlovák volt.
- 1980-ban 590 lakosából 572 magyar és 18 szlovák volt.
- 1991-ben 459 lakosából 450 magyar és 8 szlovák volt.
- 2001-ben 416 lakosából 404 magyar és 9 szlovák volt.
- 2011-ben 386 lakosából 357 magyar és 26 szlovák.
- 2021-ben 379 lakosából 298 (+16) magyar, 49 (+8) szlovák, 2 egyéb és 30 ismeretlen nemzetiségű volt.[7]

## Nevezetességei

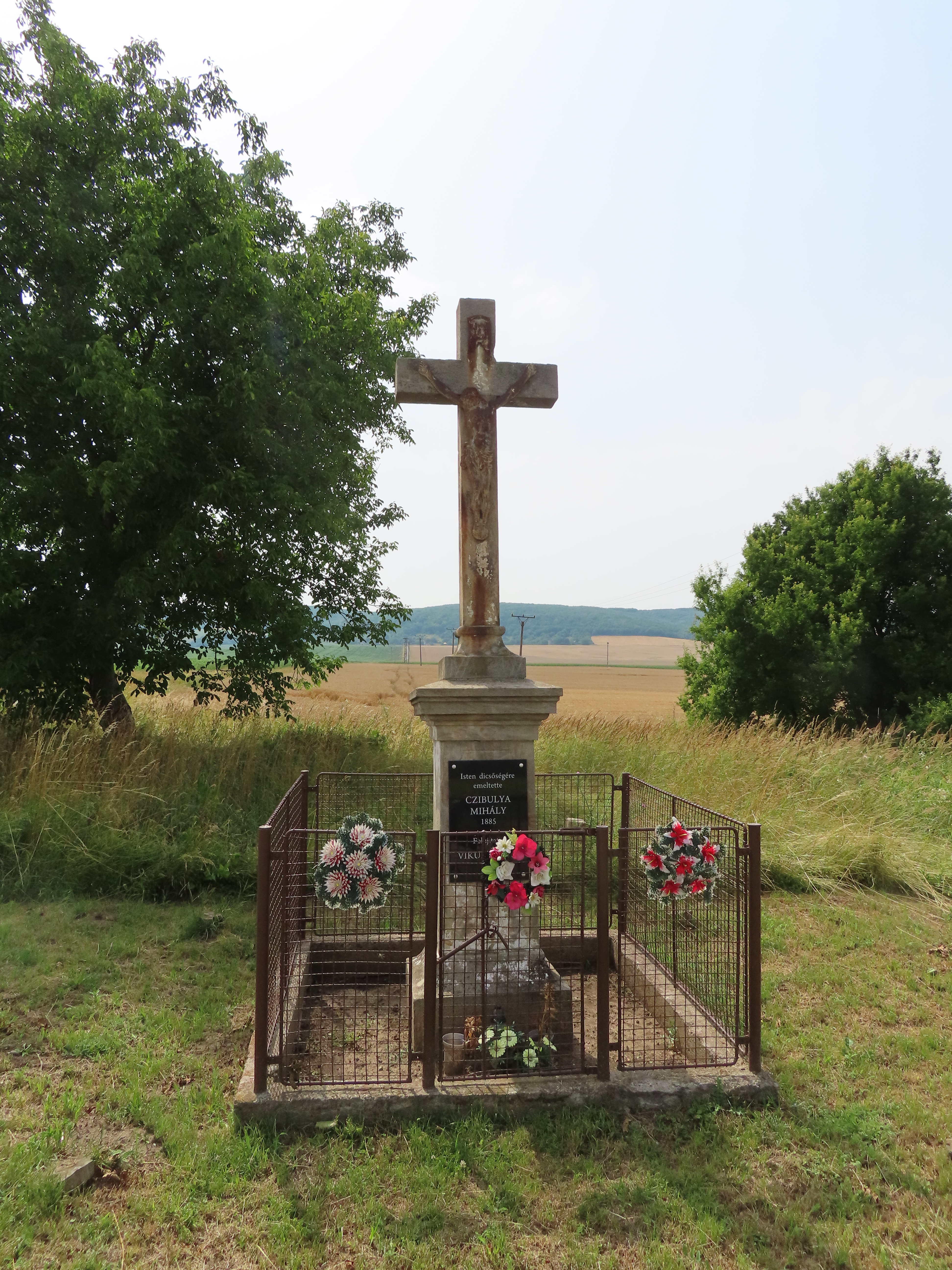
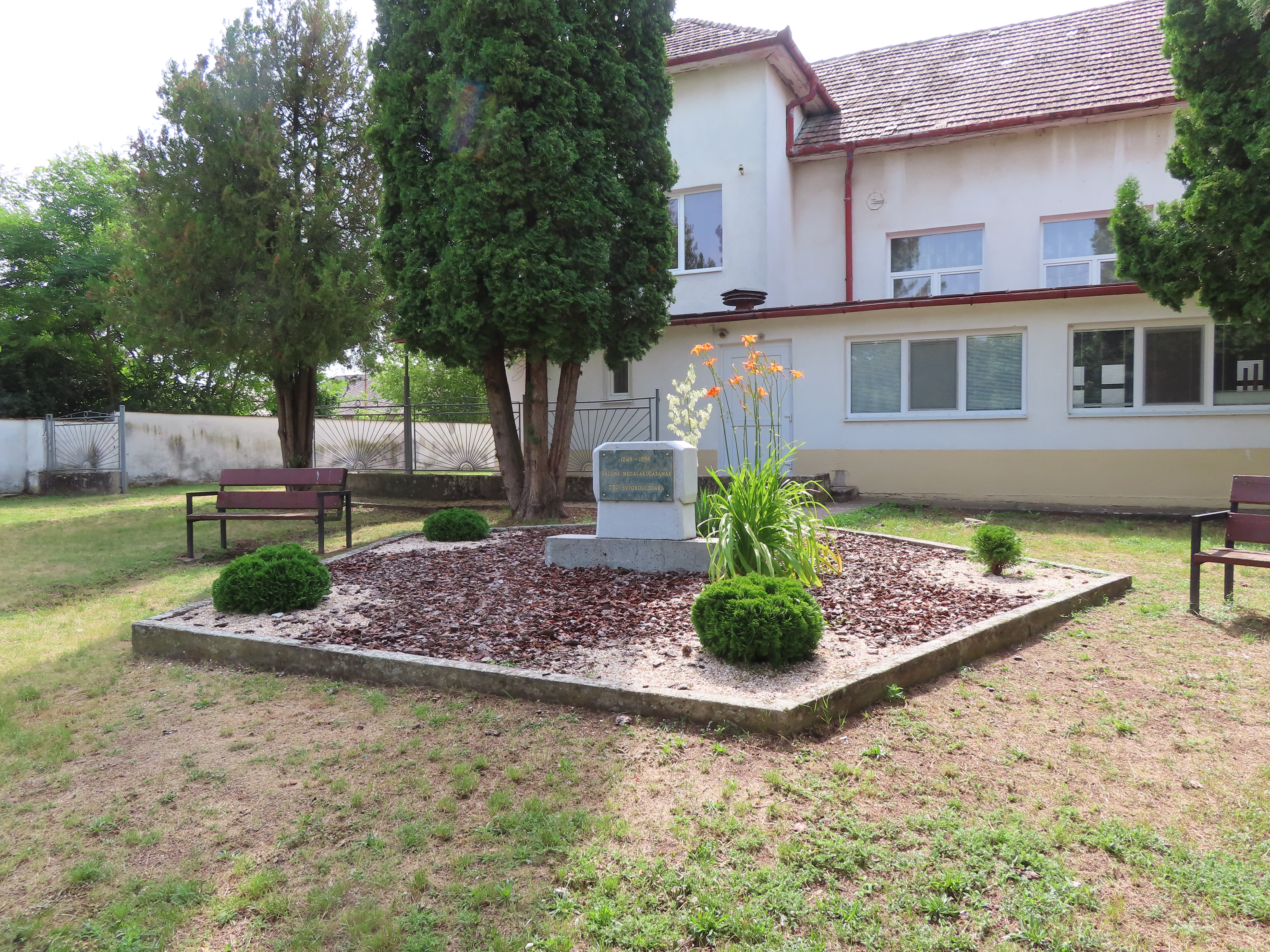

- Szent Mihály arkangyal tiszteletére szentelt, római katolikus templomát egy 12. századi rotundához építették 1800 körül. A rotundán még láthatók az eredeti ablakok félköríves bemélyedései. Belsejében eredeti freskók láthatók.
- Az Ipoly folyó a horgászok kedvelt paradicsoma.

## Lásd még
- Körtemplom
- Kallósd
- Nagytótlak
- Kissikátor
- Kisperlász
- Karcsa
- Bény
- Gerény
- Ják
- Kézdiszentlélek
- Székelyudvarhely
- Süvete
- Pápoc
- Szalonna